# Esquadres de Catalunya
Les Esquadres de Catalunya fou una organització radicada a Catalunya que desenvolupava funcions paramilitars i de policia. Fundada després de la guerra dels catalans amb una clara voluntat de repressió interna per reial ordre de Felip V d'Espanya datada el 21 d'abril de 1719 que habilitava al Capità General de Catalunya, llavors Francesco Pio di Savoia, Marquès de Castel-Rodrigo sota la denominació primigènia de Cuerpo de Fusileros (Cos de fusellers), reberen els noms de Mossos de les Esquadres del Batlle de Valls per haver estat posats sota la direcció de Pere Anton Veciana, un personatge passat al bàndol filipista cap al final de la guerra, que fou batlle de la vila de Valls, i després d'aquest perduraren sota membres de la seva família. També reberen els noms d’Esquadres de Valls o Esquadres de Veciana.
El càrrec de comandant per resolució reial de 8 de juny de 1773 havia de ser ocupat amb preferència per membres de la casa de Veciana. El càrrec directiu de les Esquadres era nomenat directament per les autoritats militars fins poc abans de la Segona República Espanyola, que el cos d'Esquadres de Catalunya passa a ser controlat pel govern civil primer de la Diputació de Barcelona i després a la Generalitat republicana (26 de gener de 1934).

## Organització
El cos era nodrit per persones naturals de Catalunya. Durant les direccions de Pere Anton Veciana i el seu fill Pere Màrtir Veciana els seus membres eren escollits directament per aquests. Era força habitual incorporar familiars de membres del cos convertint-lo en un cos altament endogàmic. No obstant això a final del segle xviii durant el període en què Felip Veciana dirigia el cos aquestes no tots eren directament incorporats per aquest, sinó per les autoritats de la Reial Audiència incorporant-s'hi delinqüents, antics convictes, i contrabandistes. Pel que fa als comandants i als caporals havien de tenir un mínim d'educació (havien de saber llegir i escriure), i se'ls hi exigia uns mínims rudiments de bons costums, ja que rebien encàrrecs (despachos) directament del capità general.
El projecte original planejava una força de pràcticament dos mil homes distribuïts arreu de tots els corregiments de Catalunya. Tanmateix aquest projecte no prosperà per diverses vicissituds internes i externes essent reduït només a tres esquadres radicades a Valls, Riudoms i Rodonyà amb una dotzena d'homes.
Cornet esmenta quatre moments en què les forces de les Esquadres augmentaren el 1721; el 1817 moment en què passaren a anomenar-se Esquadres de Valls; i el 1844, desenvolupant efectivament el decret de 24 de maig 1842, moment en què adoptaren el nom d'Esquadres de Catalunya.
A la fi del segle xviii hi havia esquadres a Valls (on residia el primer comandant), a Riudoms (residència del segon comandant), Falset, Santa Coloma de Queralt, Torres de Segre, Piera, Solsona, l'Arboç, Santa Coloma de Farners, Sant Celoni, Figueres, Balaguer, Mora d'Ebre, la Seu d'Urgell i Olot.
Una descripció de la darreria del segle xviii esmenta la seva composició en un comandant primer, un comandant segon, catorze caporals i 105 mossos.
Pi i Arimon coincideix amb la composició del cos feta per Colón el 1793 i a mitjan segle xix es constata la creació d'un Reglament proposat el 4 d'abril de 1816 pel Capità General D. Francisco Javier de Castaños i aprovat per reial ordre de 6 d'abril de 1817 el formaven un comandant, catorze caporals i oficials i 500 places de sotscaporals i mossos. Els caporals de les Esquadres tenien assimilada la graduació militar de sotstinent i el Comandant la de tinent coronel si no disposava de major graduació militar. La partida pressupostària per al manteniment derivava de la província (és a dir de la Diputació de Barcelona).
Pocs anys després Gaietà Cornet detalla una mica més aquesta organització. Esmenta que era organitzada en catorze esquadres radicades a Pla de Cabra, Riudoms, Mora d'Ebre, la Seu d'Urgell, la Pobla de Segur, Torres de Segre, Santa Coloma de Farners, Sant Celoni, Peralada, Moià, Torelló, l'Arboç, Solsona i Barcelona. Cadascuna d'aquestes esquadres tenia assignada una plaça de caporal, una de sotscaporal, i 33 mossos i era formada per tres subdivisions.

## Activitat
A final del segle xviii tenien atribuïdes les funcions d'auxiliar a l'administració de justícia, detenir els criminals i posar-los a disposició judicial; també perseguien als desertors pels quals rebien una gratificació extraordinària. Rendien comptes al capità general de Catalunya i a la sala criminal de la Reial Audiència. El comandant habitualment residia a Valls i el caporal de Barcelona rendia comptes diàriament amb la Secretaria de la Capitania General i si efectuava detencions també ho feia amb la Sala Criminal. També tenien atribuïdes les funcions de persecució de la falsificació de moneda.
En aquella època el sou era de 20 rals d'ardit diaris per al primer comandant, 10 per al segon comandant, 11 per al caporal que residia amb el comandant, 9 rals per a la resta de caporals, i tres rals i mig per als mossos. Aquest salari sortia directament de les arques de les viles i ciutats segons dictat del capità general. No rebien ni pa ni allotjament, que havien de proporcionar-se amb els seus propis ingressos.
Durant el primers anys les esquadres tenien una certa visió "romàntica" i pertànyer al cos tenia un cert prestigi. Tanmateix a la darreria del segle xviii els membres del cos mal vistos per la població, ja que es dedicaven a la persecució del contraban, a cobrar el cadastre. Possiblement degut als abusos que aquests feien proposant-se en les seves atribucions. En aquesta època els mossos rebien un sou migrat per les dures condicions del seu treball. Tot plegat feia que força membres complementessin el seu sou amb activitats pràcticament il·legals.
Durant la Guerra de la Convenció, les esquadres establertes al nord col·laboraren amb l'exèrcit espanyol com a forces auxiliars organitzant combois de transport de material bèl·lic i subministraments per a les operacions militars o com a coneixedors del territori, fent de guies per a l'exèrcit, com a enllaços de correu o d'escorta a les autoritats civils i militars en visites al Principat. També col·laboraren en la "reubicació" al llarg de Catalunya dels fugitius francesos de la Revolució Francesa i el Terror (eminentment nobles, religiosos i altres partidaris de Lluís XVI); i eventualment facilitant la seva partida cap a ports italians. Tots aquests immigrants i els fets de la guerra incrementaren la inseguretat tant a camins com a les ciutats, on aquests refugiats i desplaçats sovint malvivien delinquint. Cap al final de la guerra, decantada cap al bàndol francès, les Esquadres es dedicaren a la persecució dels desertors del bàndol espanyol.
Des d'un punt de vista d'ordre públic els mossos, també assistien a actes multitudinaris com són les festes majors, carnavals, professons per al control d'eventuals aldarulls.
Segons Pi i Arimon el 1850 les Esquadres efectuaren 677 detencions nombre força disminuït en comparació a les 2.443 efectuades pel Terç de Catalunya de la Guàrdia Civil. D'aquestes es desglossen la persecució d'assassins, lladres, pròfugs i fugitius, revolucionaris (p. ex.: carlins), jugadors, «ganduls i buscabregues», funcions de policia judicial, i falsificadors de moneda (monederos falsos).

## Uniforme i equipament
Al tombant del segle xviii
segle xviii
el dels caporals i del primer i segon comandant consistia en casaca i calçons de tela blau turquí, i vores del mateix color, jupó granat amb traus sobreposats amb un trenat de plata als dos costats de la casaca i el jupó, i a la part de dalt del calçons, botons de caragol, i barret amb galó de plata i escarapel·la negra. El primer i segon comandant si eren oficials de l'exèrcit, duien l'escarapel·la encarnada i el distintiu dels seu grau on correspon. Els mossos usaven un gambeto curt de tela de color blau turquí, amb traus brodats de seda blanca a ambdues cares i a cada màniga quatre alamares de plata. Vestien barret de galó de plata, escarapel·la negra i malla encarnada, faixa, mitjons i espardenyes.
L'armament consistia en escopeta llarga, pistoles de baldric i baioneta curta, que duien a la faixa o al baldric. Les armes, municions i vestuari eren pagades pels caporals i mossos. Els comandants primer i segon així com els caporals usaven un bastó amb empunyadura de plata i espadí de plata, també duien escopeta llarga i pistoles a dos usos.
Segons la descripció de Pi i Arimon a mitjan segle xix vestien un gambeto de tela blau turquí, collarí, vores de butxaques i mànigues encarnades a les escarselles, amb un cordó de seda blanca a la vora, traus de seda; botons de metall blanc, l'escut de Catalunya brodat als costats del collarí, jaqué d'indiana, jaqueta de tela blava, mocador de seda negra al coll, pantaló blau i espardenyes, barret rodó rivetejat de galó estret de plata, escarapel·la vermella, carabina i canana.